# Ruby Dee
Ruby Dee (nacida Ruby Ann Wallace, Cleveland, Ohio, 27 de octubre de 1922 - New Rochelle, Nueva York, 11 de junio de 2014) fue una actriz, poeta, dramaturga, guionista, periodista y activista por los derechos civiles estadounidense.
Fue conocida, entre otros trabajos, por el que hizo en 1961 junto a Sidney Poitier en la película Un lunar en el sol, basada en la obra de teatro homónima de 1959 de Lorraine Hansberry (1930 - 1965) y dirigida por Daniel Petrie (1920 - 2004). Sus otros papeles cinematográficos notables incluyen The Jackie Robinson Story (1950),  Do the Right Thing (1989) y Jungle Fever (1991).
En 2007 trabajó junto a Denzel Washington en American Gangster de Ridley Scott por la que fue nominada en los Premios Oscar en la categoría de Mejor Actriz de Reparto y ganó en dicha categoría en los Premios SAG. También fue candidata en los Premios Emmy en seis ocasiones, lográndolo en 1991 gracias a la película para televisión "Decoration Day".También recibió la Medalla Nacional de las Artes, el Kennedy Center Honor y el Premio a la Trayectoria del Screen Actors Guild.
Dee estaba casada con Ossie Davis, con quien actuó frecuentemente hasta su muerte en 2005.

## Primeros años de vida
Dee nació el 27 de octubre de 1922 en Cleveland, Ohio, hija de Gladys (de soltera Hightower) y Marshall Edward Nathaniel Wallace, cocinero, camarero y portero. Después de que su madre dejó a la familia, el padre de Dee se volvió a casar con Emma Amelia Benson, una maestra de escuela.
Dee se crio en Harlem, [Nueva York]], asistiendo a Hunter College High School, estudió en las escuelas públicas 119 y 136. Luego, se graduó de Hunter College con una licenciatura en lenguas romances en 1945. Fue miembro de Delta Sigma Theta.

## Carrera
Dee se unió al American Negro Theatre como aprendiz, trabajando con Sidney Poitier , Harry Belafonte e Hilda Simms. Hizo varias apariciones en Broadway, como su primer papel en la producción de ANT de 1946 de Anna Lucasta. Su primer papel en pantalla fue en That Man of Mine en 1946. Recibió reconocimiento nacional por su papel en la película de 1950 The Jackie Robinson Story. En 1965, Dee actuó en papeles principales en el Festival Americano de Shakespeare como Kate en La fierecilla domada y Cordelia en El rey Lear, convirtiéndose en la primera actriz negra en interpretar un papel principal en el festival. Su carrera como actriz atravesó todos los principales medios de comunicación a lo largo de ocho décadas, incluidas las películas A Raisin in the Sun, en la que recreó su papel escénico como ama de casa sufrida en los proyectos, y Edge of the City. Interpretó ambos papeles junto a Poitier.

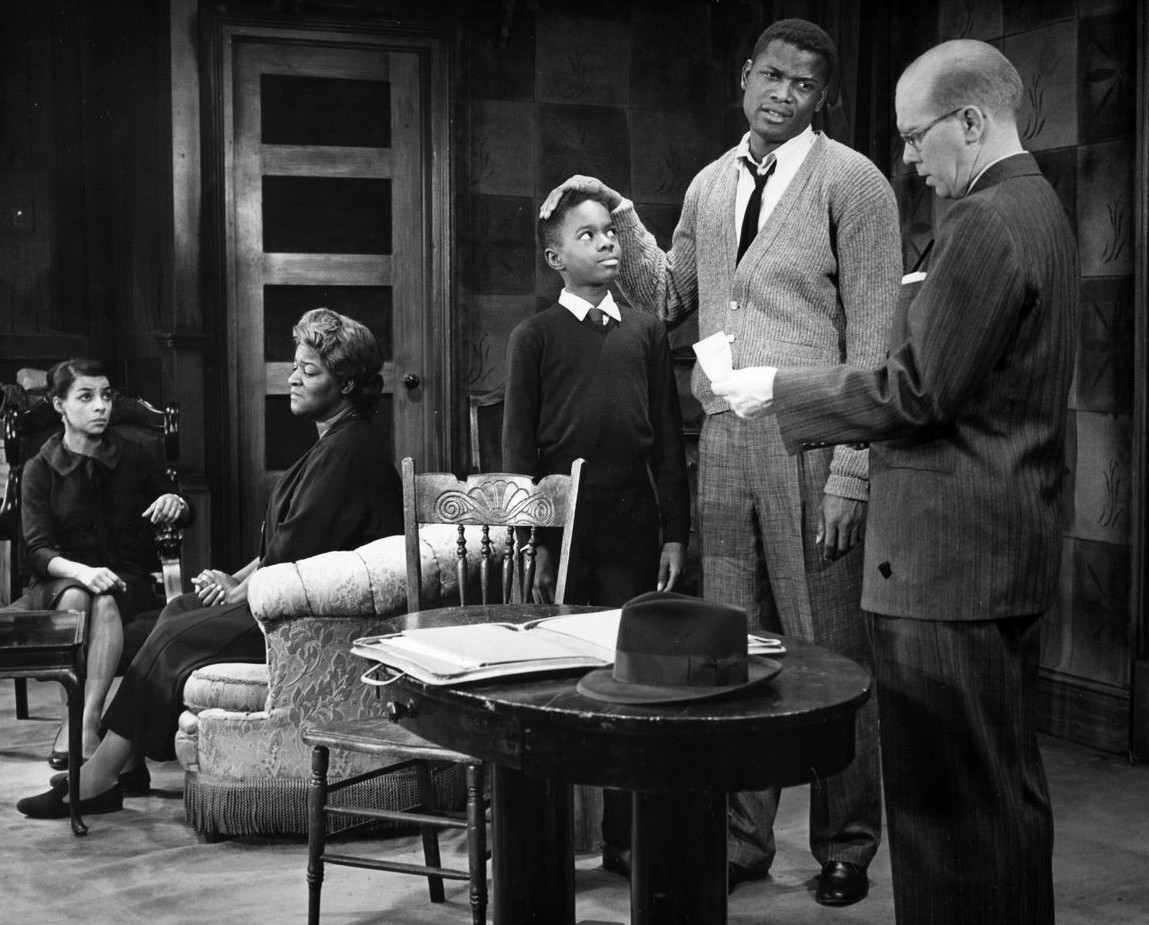
Escena de la película A Raisin in the Sun. De izquierda a derecha: Dee, (Ruth Younger); Claudia McNeil, (Lena Younger); Glynn Turman, (Travis Younger); Sidney Poitier, (Walter Younger) y John Fiedler, (Karl Lindner).

En 1969, Dee apareció en 20 episodios de Peyton Place. Apareció como Cora Sanders, una profesora universitaria marxista, en la temporada 1, episodio 14 de Police Woman, titulado "Target Black", que se emitió la noche del viernes 3 de enero de 1975. El personaje de Cora Sanders era obviamente, pero vagamente, influenciado por la vida real de Angela Davis. Apareció en un episodio de la sexta temporada de The Golden Girls. Interpretó a la reina Haley en Roots: The Next Generations, una miniserie de 1979. 
Dee fue nominada a ocho Premios Emmy, ganando una vez por su papel en la película para televisión de 1990 Decoration Day. Fue nominada por su aparición como invitada televisiva en el episodio de China Beach, "Skylark". Su marido Ossie Davis (1917-2005) también apareció en el episodio. Apareció en la película Do the Right Thing de Spike Lee de 1989 y en su película Jungle Fever de 1991.
En 1995, ella y Davis recibieron la Medalla Nacional de las Artes. También recibieron los Honores del Centro Kennedy en 2004. En 2003, narró una serie de narrativas de esclavos y WPA en la película de HBO Unchained Memories. En 2007, el Premio Grammy al Mejor Álbum de Palabras Habladas lo compartieron Dee y Ossie Davis por With Ossie and Ruby: In This Life Together, y el expresidente Jimmy Carter.

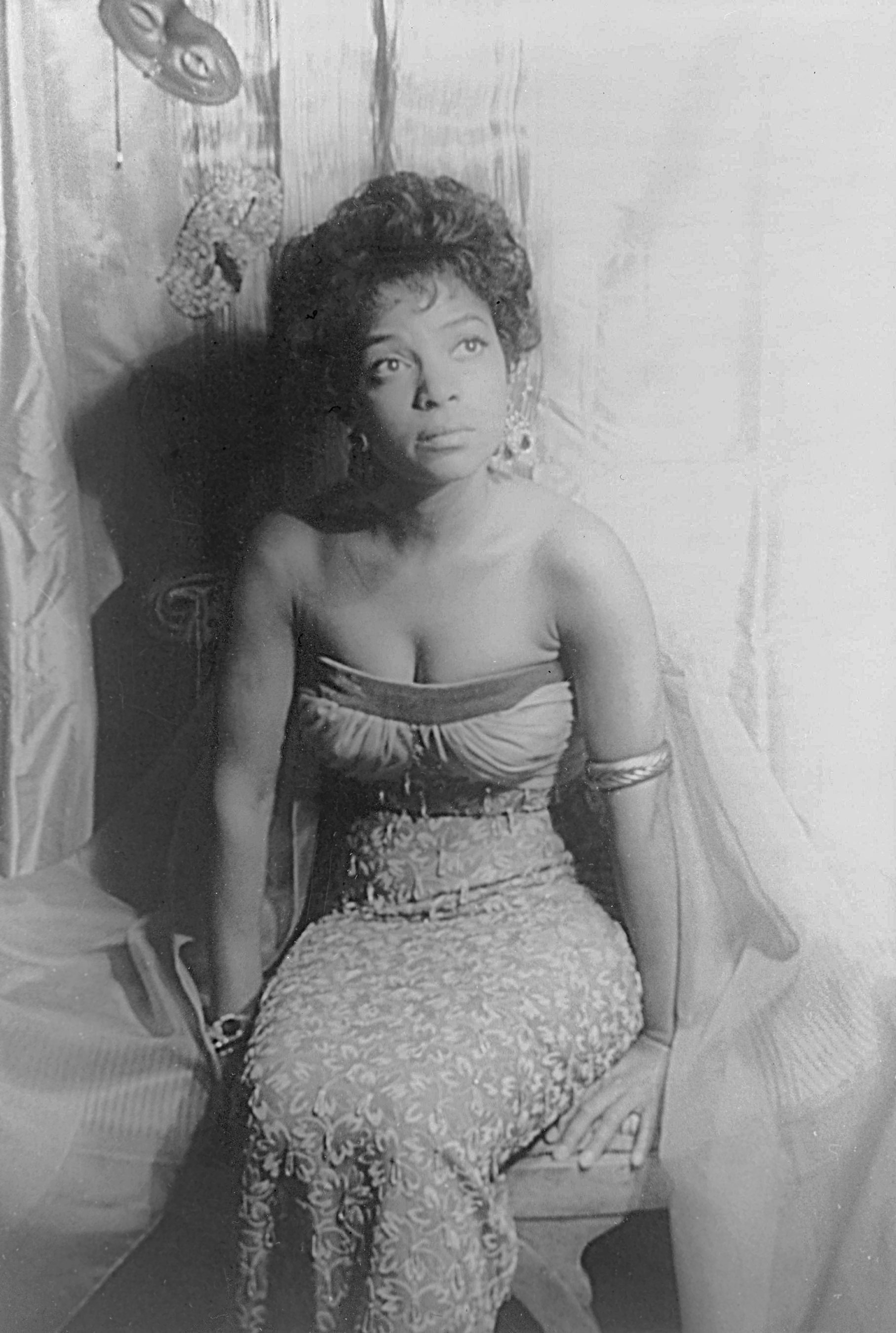
Dee fotografiada por Carl Van Vechten, 25 de septiembre de 1962

Dee fue nominada al Premio Oscar a la Mejor Actriz de Reparto en 2007 por su interpretación de Mamá Lucas en American Gangster. Ganó el Premios SAG por la misma actuación. A sus 85 años, Dee es actualmente la tercera candidata de mayor edad a Mejor Actriz de Reparto, detrás de Gloria Stuart y Judi Dench (ambas con 87) cuando fueron nominadas por su papel en American Gangster. Esta fue la única nominación al Oscar de Dee.
El 12 de febrero de 2009, Dee se unió a la orquesta y coro de la Escuela de Música Aaron Copland en Queens College, junto con el Riverside Inspirational Choir y el NYC Labor Choir, en honor al 200 cumpleaños de Abraham Lincoln en la Riverside Church en la ciudad de Nueva York.

## Vida personal
Ruby Wallace se casó con el cantante de blues Frankie Dee Brown en 1941 y comenzó a usar su segundo nombre como nombre artístico. La pareja se divorció en 1945. Tres años más tarde se casó con el actor Ossie Davis, a quien conoció mientras coprotagonizaba la obra de Broadway de Robert Ardrey de 1946, Jeb. Juntos, Dee y Davis escribieron una autobiografía en la que hablaron de su activismo político y su decisión de tener un matrimonio abierto (luego cambiaron sus puntos de vista). Juntos tuvieron tres hijos: un hijo, el músico de blues Guy Davis, y dos hijas, Nora Day y Hasna Muhammad.
Dee sobrevivió al cáncer de mama durante más de tres décadas.

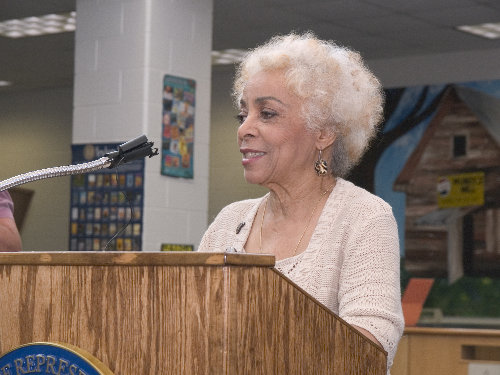
Dee en un discurso, año 2006

## Activismo
Aunque desde pequeña quiso actuar, no pisó el club de teatro de su instituto cuando rechazaron su posible participación en alguna obra “porque no hay papeles para camareras”. Dee ni siquiera se acercó a ver alguna representación. La aspirante a actriz ya era de armas tomar y se metió en varias peleas defendiendo lo que creía justo.
La lucha de Dee y de su marido, el también actor Ossie Davis, duró más de medio siglo y fue tan intensa que durante un tiempo se les conoció como “la primera pareja” de los derechos civiles. Ambos no solo se implicaron en todo tipo de luchas, grandes y pequeñas, sino que, por ejemplo, fueron los presentadores del acto que cerró, en agosto de 1963, la Marcha sobre Washington por el Trabajo y la Libertad, evento que cerró Martin Luther King con su famoso discurso Tengo un sueño. Aún en 1999 el matrimonio fue detenido en una manifestación contra la brutalidad policial en Nueva York en protesta por el tiroteo policial contra Amadou Diallo.
A principios de 2003, The Nation publicó "No en nuestro nombre", una proclamación abierta que prometía oposición a la inminente invasión estadounidense de Irak. Ruby Dee y Ossie Davis estuvieron entre los firmantes, junto con Robert Altman, Noam Chomsky, Susan Sarandon y Howard Zinn, entre otros. 
En noviembre de 2005, Dee recibió, junto con su difunto marido, el premio Lifetime Achievement Freedom Award, presentado por el Museo Nacional de Derechos Civiles situado en Memphis. Dee, residente desde hace mucho tiempo de New Rochelle, Nueva York, fue incluido en el Paseo de la Fama de New Rochelle, que rinde homenaje a los residentes más notables de los 325 años de historia de la comunidad. También fue incluida en el Salón de la Fama de las Mujeres del Condado de Westchester el 30 de marzo de 2007, uniéndose a otras homenajeadas como Hillary Clinton y Nita Lowey. En 2009, recibió el título de doctor honoris causa en Bellas Artes de la Universidad de Princeton.

## Muerte
Dee murió el 11 de junio de 2014 en su casa de New Rochelle, Nueva York, por causas naturales a la edad de 91 años. En un comunicado, Gil Robertson IV de la Asociación de Críticos de Cine Afroamericanos dijo: "Los miembros de la Asociación de Críticos de Cine Afroamericanos están profundamente entristecidos por la pérdida de la actriz y humanitaria Ruby Dee. A lo largo de sus siete décadas de carrera, Dee abrazó diferentes plataformas creativas con sus diversas interpretaciones de la feminidad negra y también utilizó sus dones para defender los derechos humanos."
"Ella se entregó muy pacíficamente", dijo su hija Nora Day. "La abrazamos, la besamos, le dimos permiso para ir. Ella abrió los ojos. Nos miró. Cerró los ojos y zarpó". Tras su muerte, la marquesina del Teatro Apollo decía: "Una verdadera leyenda de Apollo 1922-2014".
Dee fue incinerada y sus cenizas se guardan en la misma urna que la de Davis, con la inscripción "Juntos en esto". El 20 de septiembre de 2014 se llevó a cabo una celebración conmemorativa pública en honor a Dee en la Iglesia Riverside en el Alto Manhattan. Su urna compartida fue enterrada en el cementerio Ferncliff de Nueva York.

## Filmografía
| - All About Us (2007) - American Gangster (2007) - Steam (2007) - Flying Over Purgatory (2007) - No. 2 (2006) - Dream Street (2005) - The Way Back Home (2005) - Their Eyes Were Watching God (2005) - Beah: A Black Woman Speaks (2003) - Unchained Memories: Readings from the Slave Narratives (2003) - Baby of the Family (2002) - The Unfinished Journey (1999) - Having Our Say: The Delany Sisters' First 100 Years (1999) - Baby Geniuses (1999) - A Time to Dance: The Life and Work of Norma Canner (1998) - A Simple Wish (1997) - Captive Heart: The James Mink Story (1996) - TV Movie - Just Cause (1995) - Tuesday Morning Ride (1995) - The Stand (1994) - Miniserie - Cop & 1/2 (1993) - Jazztime Tale (1992) - Jungle Fever (1991) - Color Adjustment: Blacks in Primetime (1991) - Love at Large (1990) - Do the Right Thing (1989) - Cat People (1982) - The Torture of Mothers (1980) | - Lorraine Hansberry: The Black Experience in the Creation of Drama (1975) - Countdown at Kusini (1976) - It's Good to be Alive (1974) - Wattstax (1973) - Black Girl (1972) - Buck and the Preacher (1972) - King: A Filmed Record... Montgomery to Memphis (1970) - Up Tight! (1968) (también guionista y coproductora) - The Incident (1967) - Gone Are the Days! (1963) - The Balcony (1963) - A Raisin in the Sun (1961) - Take a Giant Step (1959) - St. Louis Blues (1958) - Virgin Island (1958) - Edge of the City (1957) - The Great American Pastime (1956) - Go, Man, Go! (1954) - The Tall Target (1951) - No Way Out (1950) - The Jackie Robinson Story (1950) - The Fight Never Ends (1949) - That Man of Mine (1947) - What a Guy (1939) |

## Premios y distinciones
Premios Óscar
| Año  | Categoría               | Película          | Resultado |
| ---- | ----------------------- | ----------------- | --------- |
| 2008 | Mejor actriz de reparto | American Gangster | Candidata |

Premios de la Asociación de Críticos de Cine Afroamericanos
| Año  | Categoría               | Película          | Resultado |
| ---- | ----------------------- | ----------------- | --------- |
| 2007 | Mejor Actriz de Reparto | American Gangster | Ganadora  |

Premios del Sindicato de Actores
| Año  | Categoría                                | Película                                 | Resultado |
| ---- | ---------------------------------------- | ---------------------------------------- | --------- |
| 2007 | Mejor reparto                            | American Gangster                        | Nominada  |
| 2007 | Mejor actriz de reparto                  | American Gangster                        | Ganadora  |
| 2001 | Premio de Honor del Sindicato de Actores | Premio de Honor del Sindicato de Actores | Ganadora  |

Premios Satellite
| Año  | Categoría               | Película          | Resultado |
| ---- | ----------------------- | ----------------- | --------- |
| 2007 | Mejor Actriz de reparto | American Gangster | Nominada  |

National Board of Review
| Año  | Categoría               | Película            | Resultado |
| ---- | ----------------------- | ------------------- | --------- |
| 1961 | Mejor Actriz de reparto | A Raisin in the Sun | Ganadora  |

## Libros
- Davis, Ossie; Ruby Dee (1984). Why Mosquitos Buzz in People's Ears (Audio Cassette). Caedmon. ISBN 978-0-694-51187-7.
- Dee, Ruby (1986). My One Good Nerve: Rhythms, Rhymes, Reasons. Third World Press. ISBN 0-88378-114-X.
- Davis, Ossie; Dee, Ruby (1998). With Ossie and Ruby: In This Life Together. William Morrow. ISBN 978-0-688-15396-0. (requiere registro).